# 완두수염진딧물
완두수염진딧물(학명: Acyrthosiphon pisum 아키르토시폰 피숨[*]) 진딧물과에 속하는 즙액을 빠는 곤충이다. 완두콩 · 클로버 · 알팔파 · 누에콩 등의 일부 콩과 식물을 먹이식물로 삼으며, 주요 재배학상 중요성을 가진 진딧물 중 하나이다. 완두수염진딧물은 유전체가 시퀀싱되고 주석화한 생물학 연구를 위한 모델 생물이다.

## 특징과 생태
무리가 과밀집되면 유시 암컷 성충이 일부 만들어진다. 이들은 무성생식을 이어나가기 위해 다른 식물로 옮겨가기 위해 흩어진다. 온도가 떨어지고 일장의 길이가 짧아질 때에도 유시성 암수 성충이 나타난다. 이들이 짝짓기를 하면 휴면 상태의 알을 낳으며 생활환이 다시 시작된다. 완두수염진딧물은 기주식물에서 이동하지 않고 전체 생식환을 완료한다.
근친교배는 가까운 일족을 인지해 회피한다.  가까운 혈족 사이의 짝짓기는 이후 부화성공율 및 자손생존율이 그렇지 않은 경우보다 상당히 낮다.
일부 형태가 존재한다. 유성생식 형태와 단성생식 형태의 차이 외에도 날개 달린 형태와 날개 없는 형태가 존재한다. 개체 밀도의 과밀화 및 먹이질의 불량은 다음 세대에 날개가 달린 개체(有翅蟲)의 발생을 유도시킨다. 유시충은 다른 기주식물에서 군집화할 수 있다. 또한 녹색, 분홍색, 붉은색 등의 유전적으로 세습되는 체색 변이가 있다. 녹색 형태는 대개 자연 개체 밀도에서 매우 흔하게 나타난다.
완두수염진딧물은 성충일 때에 몸길이가 4mm에 달하는 몸집이 큰 진딧물이다. 보통 잎 뒷면이나 순, 콩꼬투리에서 즙액을 빨며 구침을 통해 식물 체액을 소화시킨다. 다른 진딧물과는 달리 개체들이 태어난 곳에 일평생 머물러 빽빽한 군집을 형성하는 것을 하지 않으려는 경향이 있다. 감로를 먹는 개미에게 양식되는 것이 확인되지 않았다.
20개 이상의 콩과 속이 완두수염진딧물의 기주로 알려져 있으나 전체 기주 범위는 확인되지 않았다. 완두콩, 알팔파, 등의 작물의 경우, 완두수염진딧물은 주요 재배적 중요성을 가진 진딧물 종 중 하나로 여겨지고 있다. 작물 수확량은 식물체를 직접 쇠락시키는 즙액 섭취에 영향을 받지만, 완두수염진딧물의 개체 수가 작물 생산량을 크게 감소시킬 수준의 밀도까지 도달하는 경우가 드물다. 하지만 다른 진딧물의 경우처럼 완두수염진딧물도 식물 바이러스병의 매개충이다. 완두수염진딧물에 대한 방제법으로는 살충성 화학 약제 및 천적과 기생충의 사용과 저항성 품종의 선별이 있다. 많은 진딧물 해충과 달리 완두수염진딧물은 살충제 저항성에 대한 기록이 없다.
완두수염진딧물은 비록 단일 학명인  A. pisum으로 통칭되지만, 잠재종, 아종 또는 레이스로 기술되어 있는 일부 생물형을 포함하며, 다른 기주 종에 특화되어 있다. 따라서 완두수염진딧물은 더 정확하게는 종 복합체로 설명된다.
완두수염진딧물은 그 기원이 구북구인 것으로 사료되나, 현재에 이르러서는 보통 온대 기후라면 세계 여러 곳에서 발견된다. 완두수염진딧물의 확산은 농업용으로 기주식물 중 일부를 도입한 것에서 일어난 결과였을 것이다. 1870년대 및 1900년 즈음에 북미에서 발생한 유입 과 같이 미국 중부의 대서양 방면 주에서 심각한 해충이 되었다. 1950년대에는 미국과 캐나다 전체로 넓게 퍼졌다. 북아메리카의 기주 범위는 근연인 푸른알팔파진딧물(Acyrthosiphon kondoi)과 매우 유사하다.

## 모델 생물

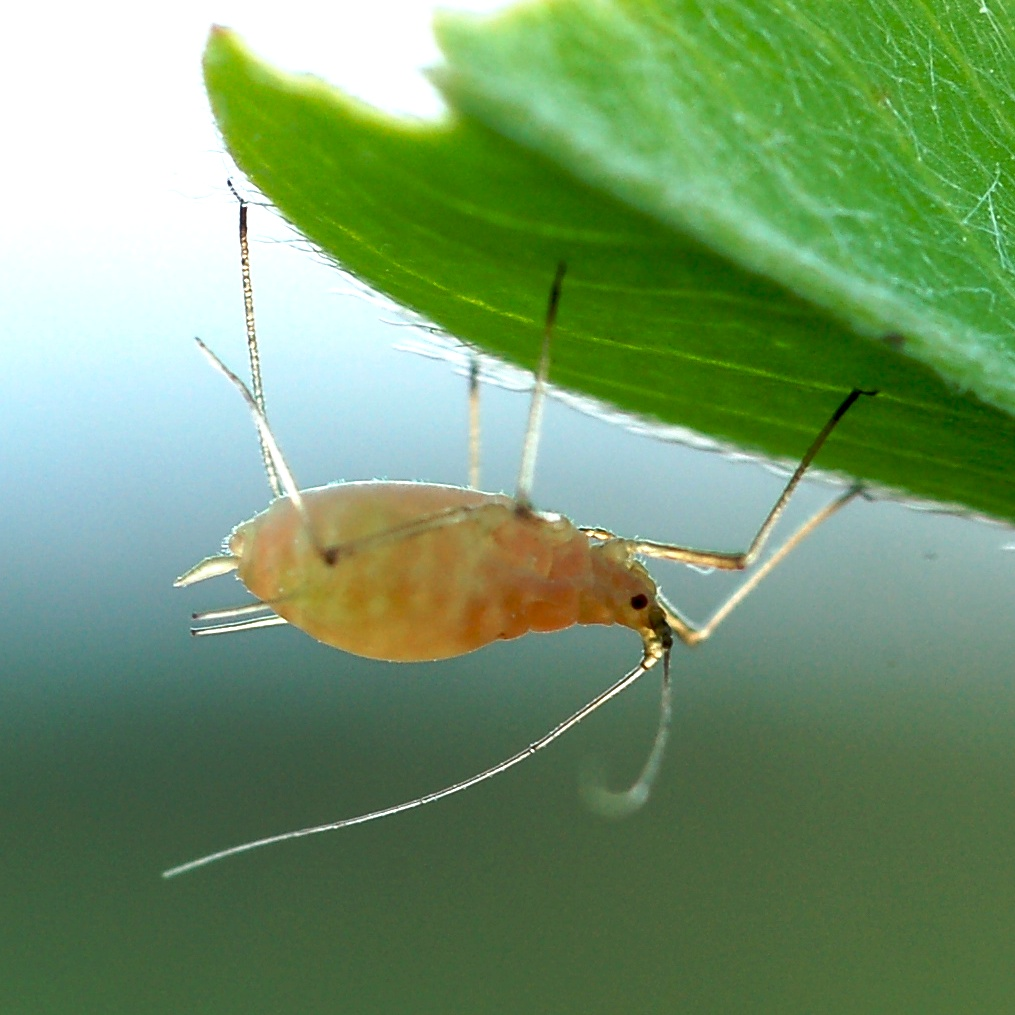
알팔파 위에 있는 무시형 성충(붉은색) -일부 개체가 생성하는 카로티노이드로 인해 어둡거나 붉은 색이 나타난다.

완두수염진딧물은 모델 진딧물 종으로 여겨진다. 유성생식과 알로 보내는 월동이 속한 생식 주기는 실험조건 하에 기주식물에서 쉽게 완성되며, 개체의 비교적 큰 크기는 생리 연구를 용이하게 한다. 2010년, 국제진딧물유전체학 컨소시엄 (International Aphid Genomics Consortium)에서  2n=8개의 염색체에 대략 525개의 조염기(megabase) 및 34,000개의 예측된 유전자로 구성된 완두수염진딧물의 유전체에 대한 주석이 달린 초안 시퀀스를 발표했다.. 이는 지금까지 발표된  불완전변태 곤충 중 최초의 유전체가 된다. 완두수염진딧물의 유전체와 그 외에도 다음의 영역을 다루는 연구의 초점이 있다:
- 세균과 공생 - 다른 진딧물과의 곤충들과 마찬가지로, 주 내공생균인 Buchnera aphidicolda의 숙주인데, 이 세균은 완두수염진딧물에게 필수 아미노산을 제공하기 때문에  번식에 필요하다.[13] 부크네라균은 모체에서 자손으로 전이되며 1200만 년 동안 진딧물과 공진화해왔다. 완두수염진딧물 또한  완두수염진딧물 또한 다양한 다른 환경에서도 살 수 있는 세균성 공생체 (Hamiltonella defensa, Serratia symbiotica, Regiella insecticola)를 보유하고 있는데,[13] 이는 모계 및 수평적으로 전이될 수 있으며, 체색,[14] 비생물적 및 생물적 스트레스에 대한 내성,[15] 그리고 영양[16] 등 진딧물에 있어 생태상 중요한 특성들에 영향을 준다.(구체적으로는  "Hamiltonella defensa와 "Serratia symbiotica"가 기생벌의 발달을 지연시키고, "Regiella insecticola"의 경우 판도라속의 Pandora neoaphidis"가 진딧물의 사망율을 떨어뜨린다.)[13]

- 다면발현성 (동일 유전형에 의한 여러 개별 형태의 생성) - 완두수염진딧물에 대한 연구는 다른 요소들 중에 유성생식형[17]과 유시충[10]의 생산을 조절하는 환경 및 유전적 구성요소들을 밝혀내는 데 도움이 되었다.

- 무성생식 - 완두수염진딧물의 계통에는 이들의 생활환 중 하나인 단성생식형이 포함해 있으며, 일부는 유성생식형조차 사라졌다. 완두수염진딧물은 진화생물학에서 중요한 의문점인 무성생식의 기원과 결과를 해독하는 모델이다.[17][18]

- 다형성 및 진딧물의 표현형 변이를 설명하는 생리학 - 유전자자리 및 생리적 역학 의 밑에 깔린 체색, 생식 주기 및 (유전적 바탕이 되는)수컷의 날개 존재가 완두수염진딧물에서 확인되었거나 아직 조사 중이다. 완두수염진딧물은 카로티노이드를 합성하는 것으로 확인된 몇 안되는 동물 가운데 하나로 알려져 있다. 식물, 곰팡이, 미생물은 카로티노이드를 합성시킬 수 있으나 완두수염진딧물이 만들어내는  토룰린 (3',4'-이탈수소-β,γ-카로틴, 즉 탄화수소 카로틴)은 동물이 합성시킬 수 있는 몇 안되는 카로티노이드 중 하나이다. 토룰린은 일부 진딧물에게 자연스러운 적색의 일부분을 주는데, 이것은 위장으로 활용되어 기생벌의 포식 공격에서 벗어나는 데 도움을 준다. 곰팡이에서 유래한 것으로 보이는 카로티노이드 합성을 하는 여러 유전자 중 수평 유전자전이에서 토룰린을 합성하는 능력을 얻었다.[19]
- 유전자 복제 및 유전자계의 확장 - 완두수염진딧물의 유전자체는 일부 유전자계의 눈에 띄는 확장이 보이는 초파리 등의 다른 곤충의 유전차체와 비교해 볼 때 고수준의 유전자 복제를 보여준다.[6]
- 기주식물과의 상호작용 및 종분화 - 대부분이 즙액 섭식성인 완두수염진딧물은 제한된 식물 집합을 먹이로 삼는 데 적응해 있다. 이에 대한 연구를 통해 후보 유전자자리[20], 분자 및 기주의 영양 및 독성이 내재된 생리적 역학[21] 이 확인되었다. 유전적, 분자적, 생리학적 연구는 완두수염진딧물과 생물형 사이의 생태적 종분화의 원동력으로서 다양한 기주종에 대한 특화를 입증했다.[22]

## 부크네라균과의 공생관계
완두수염진딧물은  부크네라균과의 절대공생성 관계에 참여한다. 완두수염진딧물은 숙주이고 부크네라균은 주요 내공생자이다. 이들 모두 ‘완공생체’(holosymbiont)를 형성한다. 이것은 절대공생 관계이며 두 상호자는 완전히 서로에 의존한다. 부크네라균을 제거하기 위해 항생제를 처리한 완두수염진딧물은 성장과 번식이 방해받아 저해된다. 부크네라균은 숙주에서 분리된 상태로 생존하는데 필요한 유전자가 결여되어 있어 숙주 밖에서는 배양이 되지 않는다. 완두수염진딧물과 부크네라균 완공생체는 유전 및 실험상 가장 많이 연구된 공생관계 중 하나이다.

### 내부공생 관계의 진화
완두수염진딧물과 부크네라균의 내부공생 관계는 2억 8000 만 년~1억 6000만 년 전부터 진화해 온 것으로 보인다. 계통유전 분석에 따르면 부크네라균은 단계통군이며 부크네라균과 완두수염진딧물의 계통유전성이 일치한 것으로 나타났다. 따라서 진딧물의 공통조상을 따라서 진딧물의 공통조상에 대한 부크네라의 최초 감염이 한 번 이상 일어났을 것이며, 그 뒤로 완공생체의 공동 종분화가 발생했다. 부크네라균은 대장균이 속한 장내세균목과 관련이 있으며 원래 진딧물의 공통조상의 내장을 점유하던 세균에서 출발했을 가능성이 높다.

### 영양적 공생
노린재목의 다른 곤충 종들과는 달리 완두수염진딧물은 체관액의 영양적 부족량을 극복하기 위해 내공생성 세균을 활용한다. 완두수염진딧물은 알팔파, 완두콩, 붉은토끼풀, 누에콩 등의 기주식물에 있는 체관액을 먹이로 삼는다. 이 식물들의 체관액은 영양상 탄수화물이 풍부하나 질소 면에서 영양이 함량이 부족하다. 이 체관액에서 필수 아미노산과 비필수 아미노산의 비율은 1:4~1:20이다. 이 필수 아미노산과 비필수 아미노산의 비율은 동물의 생체 조직에 존재하며 생존에 필요한 1:1 비율에 비해 심각하게 불균형적이다.
동물들은은 비필수 아미노산을 '다시' 생산할 수 있지만 먹이를 통해 얻어야 하는 히스티딘, 이소류신, 류신, 라이신, 메티오닌, 페닐알라닌, 트레오닌, 트립토판, 발린 등 9가지 필수 아미노산을 합성할 수는 없다. 이 9가지 필수 아미노산 외에도 완두수염진딧물의 경우 요소순환 유전자가 누락되어 아르기닌을 합성할 수 없다. 부크네라균과의 내공생적 관계는 완두수염진딧물이 체관액 내의 필수 아미노산의 부족 한계를 넘어설 수 있게 한다.
부크네라균은 비필수 아미노산을 필수 아미노산으로 전환하여 완두수염진딧물에게로 되돌린다. 이 영양적 이 영양 공급은 유전체적으로(대사 상보적, 아래에서 논의됨) 그리고 실험적으로 진행되었다. 부크네라균이 포함된 분리 균세포가 14C로 분류된 글루타민(비필수 아미노산)을 적극적으로 흡수 후 글루탐산으로 전환하는 것이 밝혀졌다. 이 글루탐산은 각각의 부크네라균에 흡수되어 이소류신, 류신, 페닐알라닌, 발린뿐만 아니라 완두수염진딧물에게로 환원될 수 있는 비필수 아미노산을 합성하는 데 사용된다. 이 공생이 지속되는 주된 이유는 아마도 상호 영양소 공급 때문으로 보인다.

### 완공생체 구조
부크네라균은 완두수염진딧물의 체강 내에 있는 혈액낭에 위치한 특수한 진딧물 유래 세포에 서식한다. 각각의 부크네라균 세포는 안팎이 그람음성인 세포막을 가지고 있으며 진딧물에서 유래한 공생체 막에 각자 둘러싸여 있다. 이렇게 둘러싸인 세포는 특수한 진딧물 유래의 세균세포(균세포)로 그룹화된다. 세균세포는 평평한 피복세포의 얇은 내벽으로 둘러싸인 커다란 배수체의 세포이다. 각각의 완두수염진딧물마다 약 60~80개의 세균세포가 있으며, 이중엽 구조의 세균체(bacteriome)로 조직되어 있다.
세균체는 완두수염진딧물의 몸 양쪽 길이를 따라 이어져 있으며 후장 근처에 맞붙은 특수 기관이다. 세균세포는 난소 덩이 근처에 위치하며 난소경전파를 통해 모체의 난소에서 수직으로 이동한다. 부크네라균은 난자 생성 중에 난자로 전이되거나 배 생성 중에 발달 중인 배로 전이된다.

### 유전체 시퀀싱
완두수염진딧물과 부크네라균은 두 협력자의 유전체 모두 시퀀싱된 최초의 곤충 내공생체였다. 이는 연구자들에게 내생세균의 진화 및 분자적 상호작용에 대한 많은 정보를 제공했다. 완두수염진딧물과 부크네라균의 유전체는 내부공생 관계의 확립 및 유지와 관련된 독특한 변이를 경험했다. 두 생물의 유전체는 관련 생물들에 비해 상당한 유전자 손실을 겪었다. 부크네라균의 유전체는 641kb이며 2개의 플라스미드가 있는 원형 염색체로 구성되어 있다. 자유 생활을 하는 가장 가까운 근연인 대장균 크기의 7분의 1로 줄어들었다.
부크네라균은 숙주 외부에서 살아갈 수 있는 유전자를 잃었지만 완두수염진딧물의 영양에 필수적인 유전자를 유지하고 있다. 부크네라균의 유전체에는 지질다당류 및 인지질과 같은 세포막 구성에 필요한 유전자와 세포 방어와 관련된 유전자가 누락되어 있다. 운송 유전자와 조절 유전자도 유전체에서 누락되어 있다. 이러한 유전자 손실은 절대적이며 세포 간 세균의 전형적인 특징이다.
완두수염진딧물의 유전체는 노린재목의 다른 곤충들에 비해 더욱 독특한 유전체 변이를 겪었다. 이 유전체는 464MB이며 진딧물 특이 희규 유전자가 유전체 전체의 20%를 차지하며 2000개 이상의 유전자계에 존재하는 유전자 중복을 가지고 있다. 이 희규 유전자와 유전자 중복은 는 아마도 내부공생 관계의 '대사 · 구조 · 발달적' 구성 요소와 관련이 있을 것이다. 세균세포에서 크게 표현된 아미노산 운송체의 완두수염진딧물의 특이 유전자 중복이 관찰되었다. 이 중복은 유전적 확립 및 내부공생 관계의 유지와 관련이 있을 것이다.
완두수염진딧물과 부크네라균 사이에는 측면 유전자 전이가 감지되지 않았다. 이전에는 측면 유전자 전이가 부크네라균 유전체의 심각한 유전자 감소의 원인일 것으로 여겼지만, 시퀀싱 결과 이러한 일이 발생하지 않은 것으로 나타났다.

### 대사적 상보성
개별적으로 완두수염진딧물과 부크네라균의 대사 경로는 불완전하다. 이 두 생물의 유전체는 서로를 보완해 아미노산 및 기타 필수 화합물과 같은 영양소의 생합성을 위한 완전한 대사 경로를 생성한다. 이 공생의 조상 협력자들은 완전한 대사 경로를 가지고 있었을 가능성이 높지만, 다른 협력자의 유전체가 존재함에 따라 이러한 경로 유전자를 유지해야 하는 압력이 줄어들었다. 다른 관련 곤충들과 달리, 완두수염진딧물의 유전체에는 퓨린 회수 경로, 요소 순환에 필요한 유전자 분자 생합성에 필요한 효소를 암호화하는 다른 유전자들이 없다.
이렇게 누락된 반응 매개체는 부크네라균의 유전체 내 유전자에서 제공될 가능성이 높다. 예를 들어, 완두수염진딧물의 경우, DNA, RNA, 신호 분자 및 ATP 생산에 필수적인 퓨린 회수 경로의 주요 구성 요소가 누락된 것으로 알려진 서열화한 유전체를 가진 유일한 종이다. 부크네라균의 유전체는 완두수염진딧물의 유전체에서 누락된 반응 매개체를 암호화하는 데 필요한 유전자를 가지고 있다. 이 보완으로 두 생물의 뉴클레오타이드 요구 사항이 충족된다: 퓨린 회수 경로는 완두수염진딧물이 완성시키고 부크네라균은 필요한 구아노신을 받는다.
부크네라균의 유전체는 필수 아미노산의 생합성에 필요한 유전자를 보유하고 있지만, 아미노산의 분해를 담당하는 유전자는 보유하고 있지 않는다. 반면, 완두수염진딧물의 게놈은 66개의 아미노산 생합성 유전자와 93개의 아미노산 분해 유전자를 함유하고 있다. 두 종 모두 아미노산 생합성의 대사 경로를 제공한다. 이 대사적 상보성은 완두수염진딧물과 부크네라균의 성장과 생존에 필요한 필수 아미노산과 비필수 아미노산을 생산하는 주요 전구체로 체관액의 비필수 아미노산인 아스파라긴을 사용하는 것으로 설명된다.

### 면역체계
완두수염진딧물의 유전체 시퀀싱은 유전체가 면역반응 경로에 필수적인 예상 유전자가 부족하다는 것을 보여준다. 완두수염진딧물의 유전체에는 IMD (면역결핍) 경로의 일부이며 다른 관련 곤충에서는 존재하는 IMS, dFADD, Dredd 및 Retish 유전자가 부족하다. 또한 병원균을 감지하고  IMD 경로와 면역 경로가 활성화되면 생성되는 항균성 펩타이드(AMP) 유전자에도 경고를 보내는 펩티도글리칸 반응단백질(peptidoglycan recognition protein,  PGRP)이 없다. 이렇게 면역 체계가 퇴화함에 따라 부크네라균과 완두수염진딧물 사이의 공생 관계가 확립되고 지속적으로 유지될 수 있던 것이다. 또한, 체관액은 미생물량이 적은 먹이이기 때문에 면역반응 경로 유전자를 유지하면서 생기는 완두수염진딧물의 진화압을 낮출 수 있다.

## 병해충 및 생물방제제
완두수염진딧물은 기생벌과 판도라속의 진딧물병원성 곰팡이(Pandora neoaphidis)의 위협에 맞닿아있다. 이런 요소들은 잠재된 생물방제제로 촉망받고 있다.